# Richard Spendelin

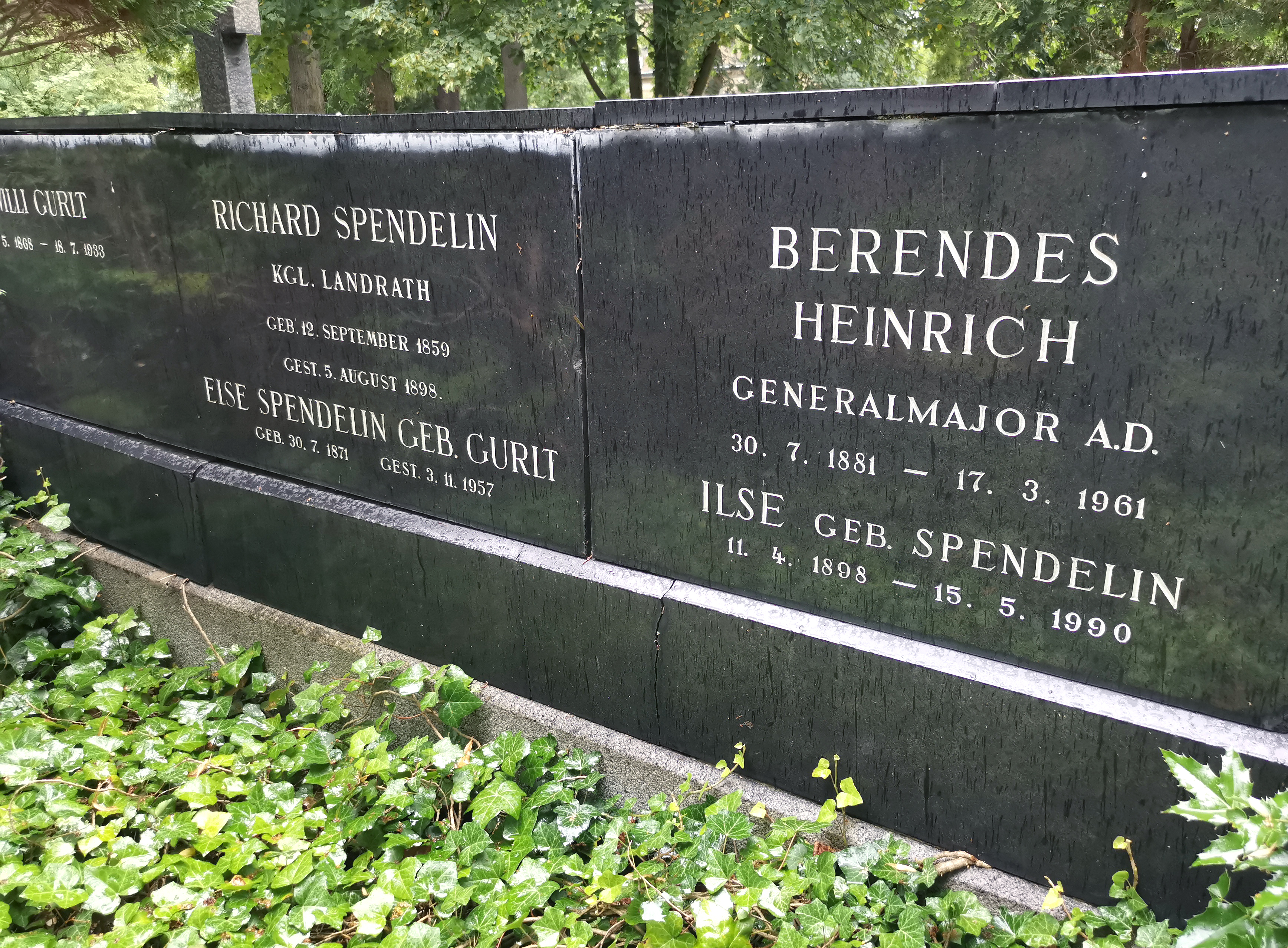
Grab auf dem Friedhof II der Dreifaltigkeitsgemeinde an der Bergmannstraße in Berlin-Kreuzberg

Richard Spendelin (* 12. September 1859; † 5. August 1898) war ein deutscher Verwaltungsbeamter.

## Leben
Richard Spendelin studierte Rechtswissenschaften an der Universität Halle. 1880 wurde er Mitglied des Corps Guestphalia Halle. Nach Abschluss des Studiums schlug er die Laufbahn im preußischen Verwaltungsdienst ein und absolvierte von 1887 bis 1888 das Regierungsreferendariat bei der Regierung Stettin. Von 1893 bis zu seinem Tod 1898 war er Landrat des Kreises Schrimm.